# Joseph Thomas O’Keefe
Joseph Thomas O’Keefe (ur. 12 marca 1919 w Nowym Jorku, zm. 2 października 1997) – amerykański duchowny rzymskokatolicki, biskup tytularny Tres Tabernae (1982–1987).
Święcenia kapłańskie przyjął 17 kwietnia 1948 roku, 3 lipca 1982 papież Jan Paweł II mianował go biskupem pomocniczym Nowego Jorku, jednocześnie nadając mu biskupstwo tytularne Tres Tabernae.
Sakry 8 września 1987 udzielił mu kardynał Terence Cooke – arcybiskup Nowego Jorku.
16 czerwca 1987 został mianowany biskupem Syracuse.
Na emeryturę przeszedł w kwietniu 1995, zmarł 2 lata później 2 października 1997.